# Championnats du monde de cyclo-cross 1953
Navigation
Édition précédente Édition suivante
Les championnats du monde de cyclo-cross 1953 ont lieu le 8 mars 1953 à Quato, en Espagne. Une épreuve masculine est au programme.

## Podiums
| Épreuves | Or             | Argent         | Bronze          |
| -------- | -------------- | -------------- | --------------- |
| Élites   | Roger Rondeaux | Gilbert Bauvin | André Dufraisse |

## Classement des élites
| Pos. | Cycliste            | Pays       | Temps           |
| ---- | ------------------- | ---------- | --------------- |
|      | Roger Rondeaux      | France     | 1 h 00 min 22 s |
|      | Gilbert Bauvin      | France     | + 0:54          |
|      | André Dufraisse     | France     | + 2:00          |
| 4    | Hans Bieri          | Suisse     | + 2:45          |
| 5    | Joaquim Filba       | Espagne    | + 2:55          |
| 6    | Pierre Jodet        | France     | + 3:02          |
| 7    | Julián Aguirrezabal | Espagne    | + 3:08          |
| 8    | Alex Close          | Belgique   | + 3:35          |
| 9    | Johny Goedert       | Luxembourg | + 4:05          |
| 10   | Roger De Clercq     | Belgique   | + 4:45          |

## Tableau des médailles
| Rang | Nation | Or | Argent | Bronze | Total |
| ---- | ------ | -- | ------ | ------ | ----- |
| 1    | France | 1  | 1      | 1      | 3     |